# Digimon World Re:Digitize
Digimon World Re:Digitize (デジモンワールド リ:デジタイズ, Dejimonwārudo Ri: Dejitaizu) é um jogo de video game de 2012 para PlayStation Portable desenvolvido pela tri-Crescendo e publicado pela Bandai Namco Games. Os desenhos de personagens para o jogo estão sendo criados por Suzuhito Yasuda, que também fez desenhos de personagens para Durarara!! e Shin Megami Tensei: Devil Survivor. Foi lançado em 19 de julho de 2012. A jogabilidade retorna à mecânica introduzida no jogo original Digimon World. Uma versão melhorada com novo conteúdo adicional para a história foi lançada para o Nintendo 3DS em 27 de junho de 2013, sob o título Digimon World Re:Digitize Decode (デジモンワールド リ:デジタイズ デコード, Dejimonwārudo Ri: Dejitaizu Dekōdo).

## Jogabilidade
No jogo, o jogador segue e controla "Taiga", um protagonista masculino de 16 anos que é transportado para o mundo digital de Digimon, que em seu universo é meramente um jogo online; semelhante no conceito de Digimon World. No universo de Digimon, as pessoas criam criaturas chamadas coletivamente de Digimon, semelhantes em conceito ao Tamagotchi. Os jogadores aumentam o digimon através de fases de crescimento que determinam a sua personalidade, sendo as cinco fases "Baby", "Child", "Adult", "Perfect" e "Ultimate". Digimon evoluir com o tempo, ganhando estatísticas e outros fatores. Digimon pode ficar com fome, doente, ferido ou morrer e precisa de cuidados para se recuperar. O jogo tem mais de 10.000 acessórios para coletar e equipar em seus digimons, que alteram a aparência do personagem no jogo, como óculos de proteção ou um afro.

## Personagens
Taiga é o principal protagonista do jogo. Seu parceiro Digimon é Agumon. Nicolai Petrov é o melhor amigo de Taiga. Seu pai trabalha na empresa GIGO. Seu parceiro Digimon é Gaomon. Akiho Rindo é uma garota misteriosa que segue Taiga ao redor. Seu parceiro Digimon é Biyomon. Mikagura Mirei é a garota que envia um email para o mundo digital. Seus parceiros Digimon são Angewomon e LadyDevimon. Yuya Kuga é o herdeiro da empresa GIGO. Seu parceiro Digimon é o BlackWarGreymon X. Rina Shinomiya é um novo domador que só aparece na versão do jogo Decode 3DS. Seu parceiro Digimon é Veemon.[carece de fontes?]
O jogo também contém vários personagens convidados de outros jogos, incluindo Lili da série Tekken, Taichi Yagami, Sora Takenouchi e Yamato Ishida da Digimon Adventure, e Takato Matsuda da Digimon Tamers. Esse personagem aparece principalmente nas batalhas sem fio.

## Desenvolvimento
O Digimon World Re:Digitize foi anunciado pela primeira vez em julho de 2011, em uma edição da V-Jump, como o primeiro jogo da Digimon para o PlayStation Portable. O jogo foi anunciado para ser desenvolvido pelo desenvolvedor de videogames japonês Tri-Crescendo, que já havia trabalhado nos dois jogos do Baten Kaitos, e apresentava arte de personagem de Suzuhito Yasuda, que já havia feito a arte do personagem Shin. Megami Tensei: Devil Survivor e Devil Survivor 2. A premissa original de Re:Digitize era ligar de volta para o primeiro jogo Digimon World; ao contrário das sequelas. Dois trailers foram lançados para Re:Digitize; um teaser trailer e um segundo trailer. Namco Bandai lançou cópias limitadas que incluíam um código para desbloquear um Digimon raro para o jogo GREE: Digimon Collectors .

### Lançamento e localização
O jogo original foi lançado na PSP em 19 de julho de 2012 e o porte aprimorado para o Nintendo 3DS foi lançado em 27 de junho de 2013, ambos apenas no Japão. Depois que nenhuma versão em inglês foi anunciada para outras regiões, um fã chamado "Operation Decode", um desdobramento da campanha " Operation Rainfall ", foi criado. Embora dezenas de milhares de assinaturas digitais solicitando o jogo sejam lançadas em inglês, a partir de 2015, nenhum anúncio adicional de outros lançamentos foi feito pela Bandai Namco, embora tenham comentado que o apoio vindo da campanha foi "interessante". Em 2013, uma tradução de fãs foi iniciada por um grupo de nome semelhante, chamado " Operation Decoded ", liderado pelos usuários "Romsstar" e "Sporky McForkinspoon". O grupo trabalhou na tradução por mais de dois anos antes de ser lançado em 22 de junho de 2015. O grupo ainda está trabalhando na versão 3DS do jogo a partir de agosto de 2019 e planeja lançar a tradução finalizada no final do ano.

## Recepção e vendas
A versão PlayStation Portable estreou com mais de 85.000 cópias vendidas, tornando-se o quarto jogo mais vendido no Japão na semana de 16 de julho de 2012, e passou a vender um total de aproximadamente 153.780 cópias na região pelo final de 2012, tornando-se o 74º jogo mais vendido naquele ano. Ele recebeu 31 de 40 pontos da revista japonesa Weekly Famitsu, com base em avaliações individuais de 8, 8, 7 e 8.  A versão do Nintendo 3DS venderia 34.350 cópias em seu lançamento quase um ano depois, com um total de 71.967 cópias vendidas até o final de 2013, tornando-se o 139º título de software mais vendido naquele ano. Foi concedida uma pontuação ligeiramente maior de 32 dos 40 da Famitsu, com base nas revisões de 8, 8, 8 e 8.

## Legado
Durante junho de 2012, Kouhei Fujino deveria escrever um mangá na revista V Jump da Shueisha. Em abril de 2013, ele escreveu outro mangá chamado Digimon World Re:Digitize Encode, uma releitura da história do jogo.